# Explosiv – Der Tod wartet nicht
Explosiv – Der Tod wartet nicht ist ein Thriller von Regisseur Walter Baltzer, produziert 2002 in den USA.

## Handlung
Tom Baxter ist Landschaftsarchitekt. Zwei Männer und eine Frau, die sich als Alpha, Beta und Omega ansprechen, überfallen sein Haus. Die Familie wird zu Geiseln. Die von Alpha angeführten Verbrecher verlangen den Zugang zum Gelände, auf dem Tom Baxter in der letzten Zeit tätig ist.

## Kritiken
- Krone.at: Der Thriller sei 'nervenaufreibend'. (Quelle)
- TVdirekt: Der Film sei ein 'solider Actionthrill'. (Quelle)